# 麒麟獅子

鳥取県境港市・水木しげるロードに設置されている「麒麟獅子と猩猩」のブロンズ像

麒麟獅子（きりんじし）は、鳥取県や兵庫県に伝わる民俗芸能。獅子舞の一種であるが、麒麟がモチーフになっているために通常の獅子舞よりも面長な獅子頭で、色は金色、一本角があり、耳が逆立っている。胴幌は赤色で、背筋の部分は黒色となっている。道化役として猩々が登場する。

## 歴史
因幡国（現在の鳥取県東部）に古くから伝わる獅子舞である。1650年、鳥取藩主池田光仲が鳥取東照宮（現・樗谿神社）を建立した際、権現祭の神幸行列で行なわれたのが始まりと言われている。徳川氏・池田氏の権威を象徴するものとして、獅子を聖獣の麒麟に、道化を猩々にしたとされている。鳥取藩では獅子庄屋（小椋・佐藤）の2家を定めた。後に因幡国内へ広がり、隣国・但馬国（兵庫県北部）の西部にも伝えられた。

## 現状
因幡地方では百数十か所、但馬地方には十数か所の麒麟獅子が伝えられている。中には県や市、町の無形民俗文化財に指定されているものもある。
鳥取県指定無形民俗文化財
- 大和佐美命神社獅子舞 - 大和佐美命神社（鳥取市）
- 宇倍神社獅子舞 - 宇倍神社（鳥取市）
- 下味野神社の麒麟獅子舞〔鳥取市下味野〕 1998年4月21日指定
- 倉田八幡宮の麒麟獅子舞〔鳥取市馬場〕 1998年4月21日指定
- 賀露神社の麒麟獅子舞〔鳥取市賀露町北〕 1998年4月21日指定
- 虫井神社の麒麟獅子舞〔八頭郡智頭町大字大呂〕 1998年4月21日指定

兵庫県指定無形民俗文化財
- 居組の麒麟獅子舞 - 大歳神社（美方郡新温泉町）
- 麒麟獅子舞 - 宇都野神社（美方郡新温泉町）
- 三尾の麒麟獅子舞 - 八柱神社・三柱神社（美方郡新温泉町）

麒麟獅子に頭を噛んでもらった子供は長生きをするとの言い伝えがあり、麒麟獅子舞が行われる際には多くの人が集まる。

## フィクションへの登場
2005年の映画『妖怪大戦争』（角川映画）に、麒麟獅子及び麒麟送子（きりんそうし）が登場した。

## 麒麟獅子にちなんだ命名
- 鳥取市内観光周遊バス「ループ麒麟獅子」